# Philipp Benitius Mayr
Philipp Benitius Mayr, OSM (* 17. Dezember 1760 in Hall in Tirol; † 15. Juni 1826 in Innsbruck) war ein Servitenpater und Professor an der Universität Innsbruck.
Philipp Benitius Mayr besuchte das Gymnasium in Hall und trat 1777 dem Servitenorden bei. 1784 wurde er zum Priester geweiht und arbeitete von 1788 bis 1796 als Prediger und Kooperator in der Servitenpfarre. 1793 hat man ihn zum „akademischen Prediger“ bestellt. Die Professur für Religionsphilosophie an der Innsbrucker Universität erlangte er 1804 und später kam noch die der Ästhetik hinzu.
Ein Teil seiner Predigten wurden schriftlich festgehalten und wurden 1839 in einem sechsbändigen Werk veröffentlicht.